# Sandaal

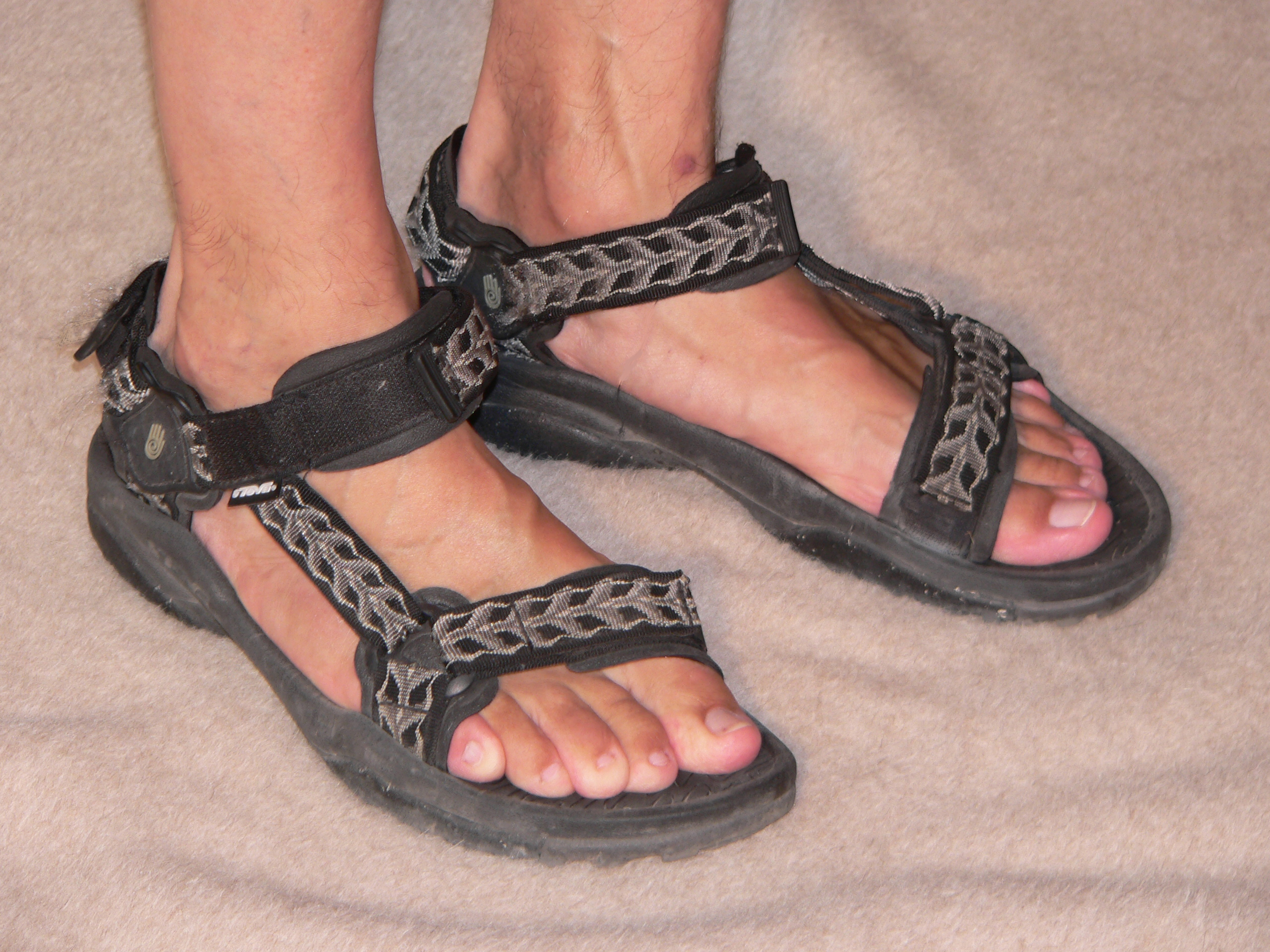
Trekkingsandalen

Een sandaal is het oudste type schoeisel. In zijn eenvoudigste vorm bestaat een sandaal uit een zool van tamelijk stug materiaal dat met touw of leren riemen onder de voetzool wordt gebonden om tijdens het lopen de voet te beschermen. Meestal is de neus open, zodat de tenen zichtbaar blijven. Sandalen werden en worden door rijk en arm gedragen.

Sandalen komen voor in allerlei toepassingen, in de vorm van sportieve sandalen voor mannen bedoeld voor trektochten in de buitenlucht, tot zeer elegante dansschoenen voor vrouwen.

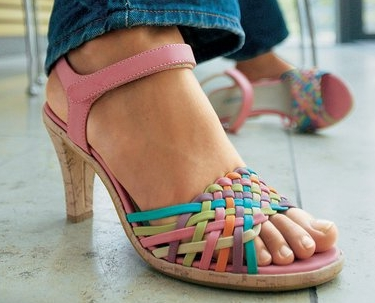
Moderne sandalen

## Geschiedenis
De Egyptenaren maakten omstreeks 3500 v. Chr. een voetafdruk in het zand, waarna ze een zool van gevlochten papyrus maakten op de juiste maat. Daaraan maakten ze stroken ongelooid leer vast die om de voet geknoopt werden. Ook werd wel papyrus gebruikt als bandje om de voet.
Romeinse soldaten liepen op zware sandalen, die caligae werden genoemd. Deze waren voorzien van uit drie lagen rundleer bestaande zolen die met 80 tot 90 ijzeren spijkers met ronde koppen (clavi) waren bezet. De bovenste laag van de zool liep door als bovenzijde van het schoeisel. Het geheel was aan de bovenzijde aan elkaar genaaid. De caligae werden door middel van een lange leren riem gesloten.
Romeinse keizerinnen droegen echter, net zoals de eerdere Egyptische prinsessen, rijk versierde sandalen met zelfs zolen van goud.

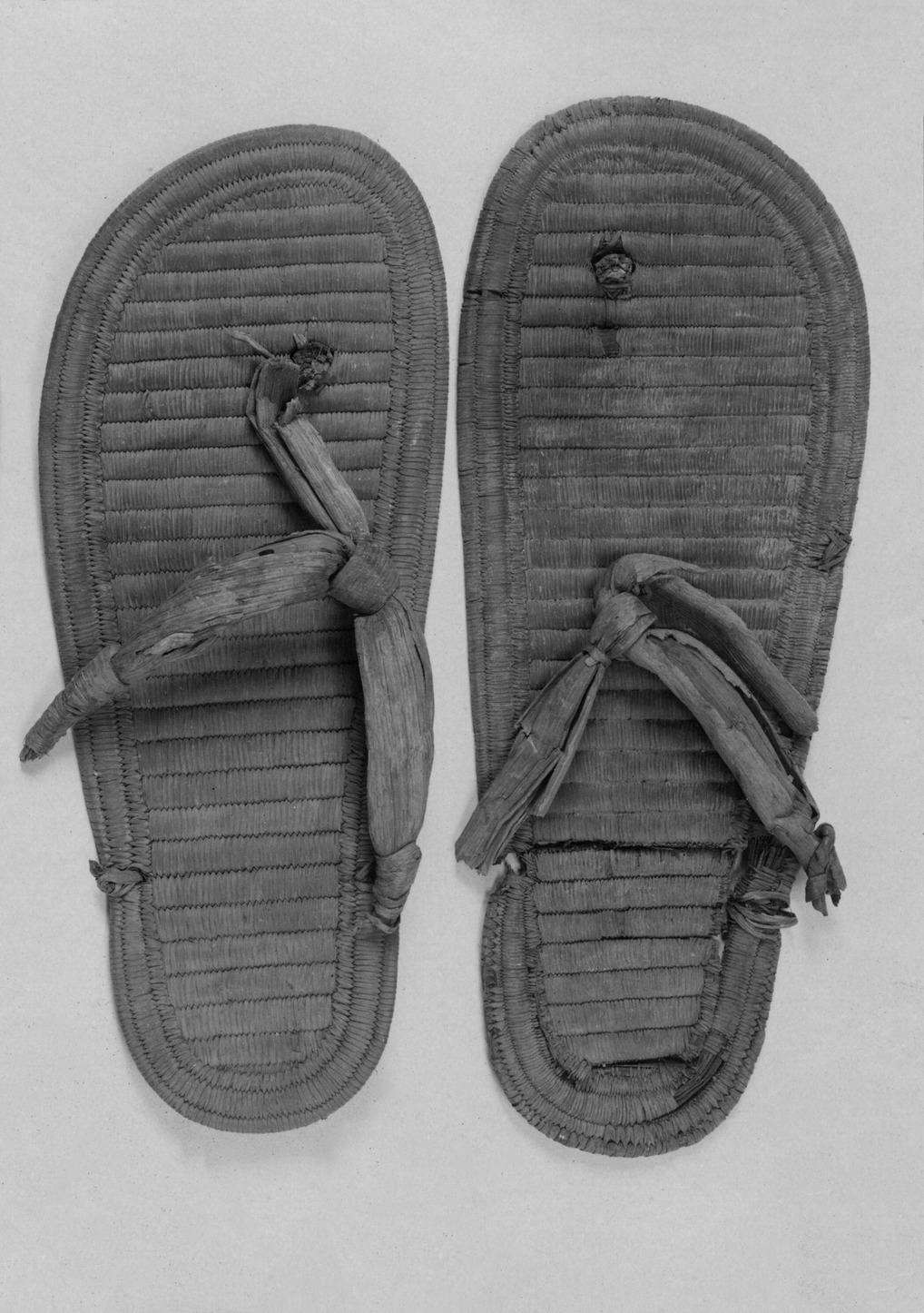
Sandalen van papyrus, Eygpte, 1580–1479 voor chr.
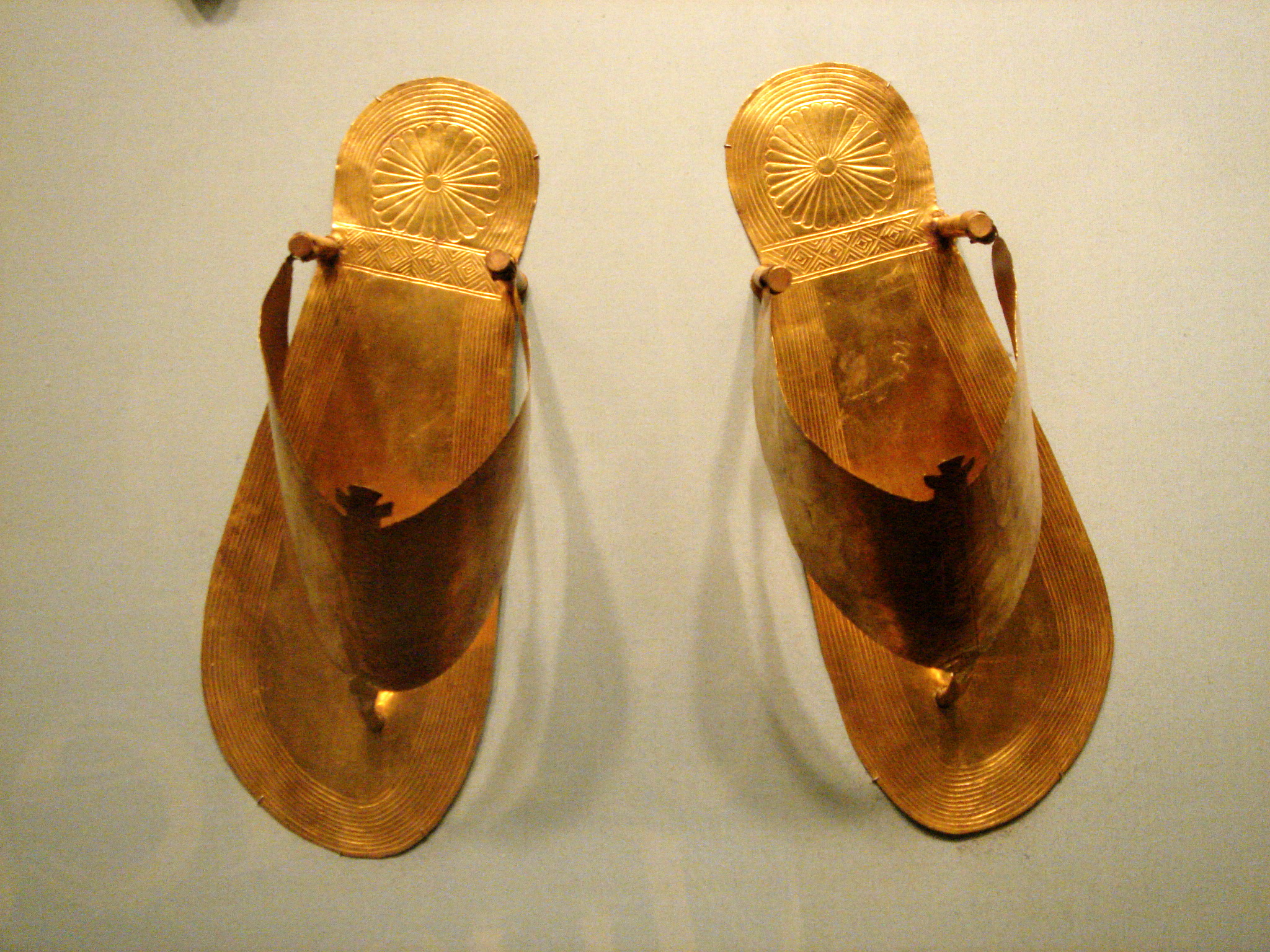
Gouden sandalen uit het Nieuwe Rijk, 15e eeuw voor chr.
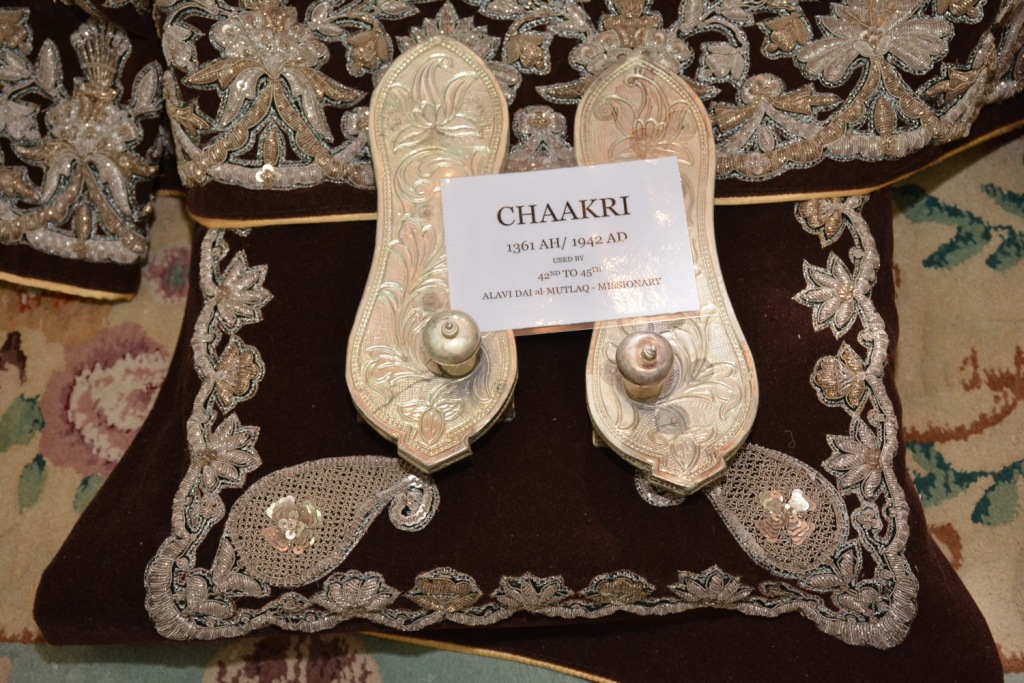
Sandalen uit India met teenknop

In Japan draagt men sandalen die zori's genoemd worden. In Perzië en India was een plateausandaal in gebruik, met een knop tussen de grote en eerste kleine teen om de sandaal op zijn plaats te houden. Volgens het hindoeïsme is het verboden om runderleer te gebruiken. Daarom werden de sandalen in India gemaakt van hout, soms versierd met zilver. In de Indusvallei droeg men buiten chappals, een sandaal met een heel smalle zool, zodat het zand er makkelijk weer uit kon. De tenen werden beschermd door pompons, kleine ronde ballen.
In de Middeleeuwen droegen arme mensen, maar ook monniken, houten sandalen,
In de periode daarna raakte de sandaal in het westen uit de mode, maar deed in de jaren 20 weer zijn intrede, meestal met een hak, waardoor de pasvorm een stuk verbeterde. De sandaal is sindsdien niet uit het modebeeld verdwenen.